# Arrojadocharis
Arrojadocharis là một chi thực vật có hoa trong họ Cúc (Asteraceae).

## Loài
Chi Arrojadocharis gồm các loài: